# Туризм у Нагірно-Карабахській Республіці
Туризм в Нагірному Карабасі є важливою галуззю економіки.
З кожним роком популярність країни серед туристів динамічно збільшується, зокрема за даними Консульської служби Міністерства закордонних справ Нагірно-Карабаської Республки, в першому півріччі 2010 р. загальна кількість іноземних громадян збільшилося у порівннянні з аналогічним періодом 2009 р. на 45%.

## Готелі
У Нагірному Карабасі є готелі «Armenia», «Yerevan», «Егнар», «Лотус», «Наїрі» (всі в Степанакерті), «Shushi» (м. Шуші) та «Ani Paradise» (с. Ванк, Мартакертський район).

#### Степанакерт(столиця)
- «Ми — наші гори». Символ Нагірного Карабаху, також зображений на гербі Нагірно-Карабаської Республіки, а також на поштових марках республіки. «Ми — наші гори» (народна назва — «Татік у папік», що перекладається з вірменської, як «Дід да баба») — це пам'ятник, який був збудований на честь того, що у радянські часи в Нагірному Карабасі була найбільша відносна кількість довгожителів.
- Арцаський державний музей.
- Центр міста з новим стадіоном, парком розваг, центральною площею з урядовими будівлями, парламентом та резиденцією Президента.

#### Аскеранський район

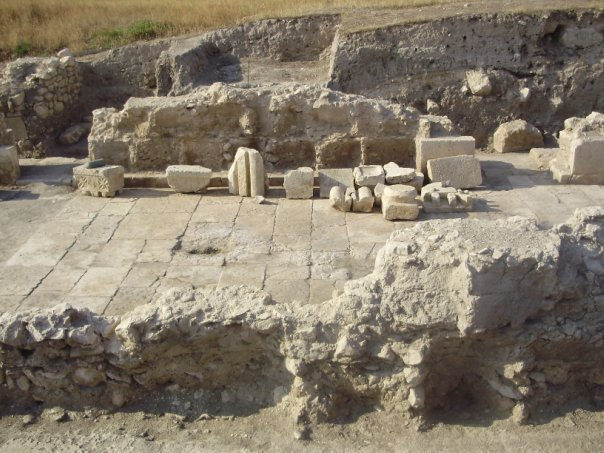
Розкопки Тигранакерту

- Тигранакерт. Один з чотирьох древньовірменських міст, заснованих Тиграном II в I столітті до н. е., що носили його ім'я. Розташовувався в провінції Арцах Великої Вірменії. На місці стародавнього міста збереглися кургани, кам'яні статуї, видовбані в скелях культові споруди, церкви. Американські газети порівняли виявлення Тигранакерта з відкриттям Трої.
- Фортеця Майраберд. Фортеця розташована у південній околиці Аскерана на обох берегах річки Трту на дорозі Степанакерт — Акн в лісистій місцевості. Знаходиться в 16-17 км на північний схід від Степанакерта. Може згадуватися також як Аскаран, Аскатран, Аскетран. Товщина стін фортеці становить 2 м, висота — 9 м. На стінах знаходяться круглі вежі, побудовані з дрібної гальки і колотого вапняку на вапняному розчині. Вежі служили наглядовими пунктами. На стінах були вузькі коридори, що служили для сполучення між вежами. Неприступною фортецею робили подвійні стіни і ландшафт: вона розташована серед гір в ущелині.

#### Гадрутський район

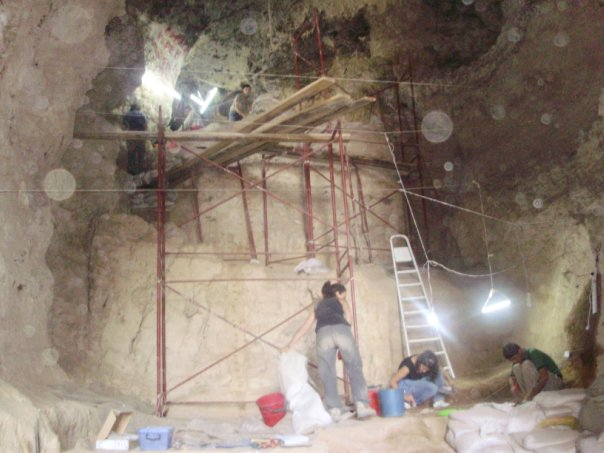
Розкопки в Азоській печері

- Азоська печера. Розташована на лівому березі річки Гуручай. Вхід в неї знаходиться на висоті 900 метрів над рівнем моря, з півночі і півдня її оточує густий ліс. Має 7 виходів, з них 5 вивчені. Під час досліджень в Азоській печері була знайдена нижня щелепа людини пренеандертальца — азохантропа.
- На території села Тог були проведені розкопки, які виявили руїни однієї з найбільших споруд дізакського періоду (Дізак — це сучасний Гадрут) меліка Авана (Єгана) князівської фортеці XVIII століття. Наразі там будується база активного відпочинку;
- Долина Араксу;
- Гтчаванк;
- Фортеця Горозаберд;
- Худаферинські мости

#### Кашатазький район

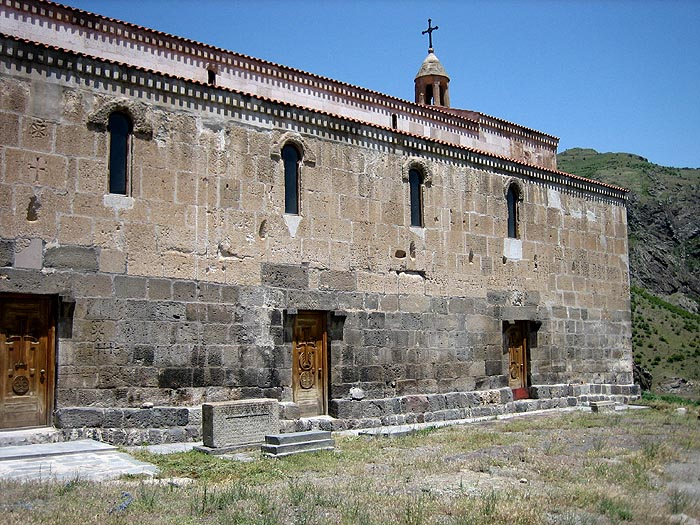
Монастир Цицернаванк

- Монастир Цицернаванк. Датується IV-VI століттями і визнаний як вірменський приклад східного архітектурного типу. Перебував у області Ахаечк Сюніка. Церква Св. Георгія Побідоносця відкрита після реставрації у 1999—2000 роках.
- Монастир Арахіш;
- Монастир Дзохадзор;
- Фортеця Воротнаберд;
- Фортеця Крваберд;
- Фортеця Шушанц;
- Монастир Амутех.

#### Мартакертський район

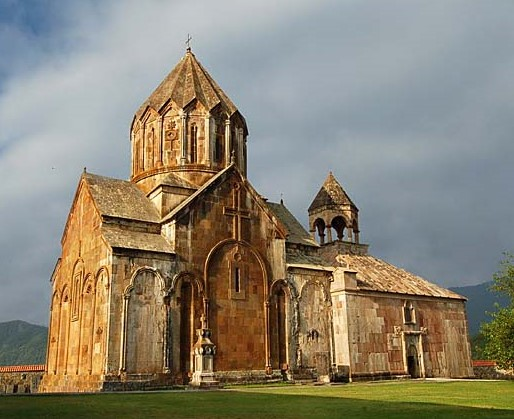
Монастир Гандзасар

- Гандзасар — найвідоміший монастир у Нагірному Карабасі. Заснований у XIII столітті. Наразі є центром Арцаської єпархії Вірменської апостольської церкви. Біля монастиря є дуже гарна інфраструктура — два сучасних готеля, кафе, бари, ресторани, басейн і навіть зоопарк;
- Фортеця Хоханаберд;
- Фортеця Качахакаберд;
- Монастир Хатраванк;
- Сарсанське водосховище — найбільша прісна водойма у Нагірному Карабасі, яка з усіх сторін оточена лісистими горами;
- Монастир Сарахач;
- Фортеця Хакаракаберд;
- Фортеця Джраберд;
- Монастир Ванкасар;
- Монастир Єріц Манканц;
- Монастир Хорекаванк;
- Монастир Єгіше Аракял;
- Гюлістанська фортеця.

#### Мартунинський район

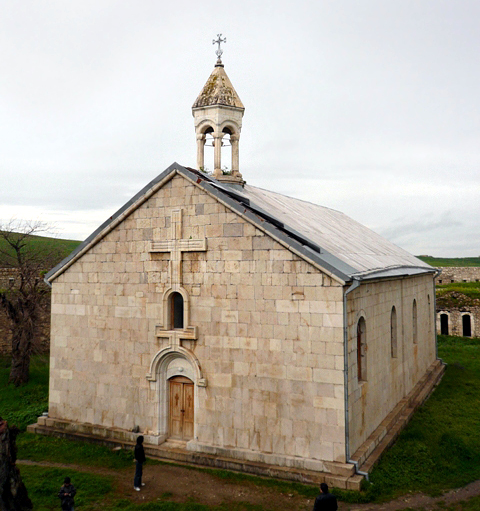
Монастир Амарас

- Монастир Амарас. Монастир заснований у V столітті Григорієм Просвітителем. Пізніше до монастиря були прибудовані величезні стіни, які відмінно збереглися і зараз.
- 2,000-річне дерево біля села Сехторашен.
- Фортеця Майраберд;
- Монастир Брі Єхці;
- Монастир Гхленкар.

#### Шаумянівський район

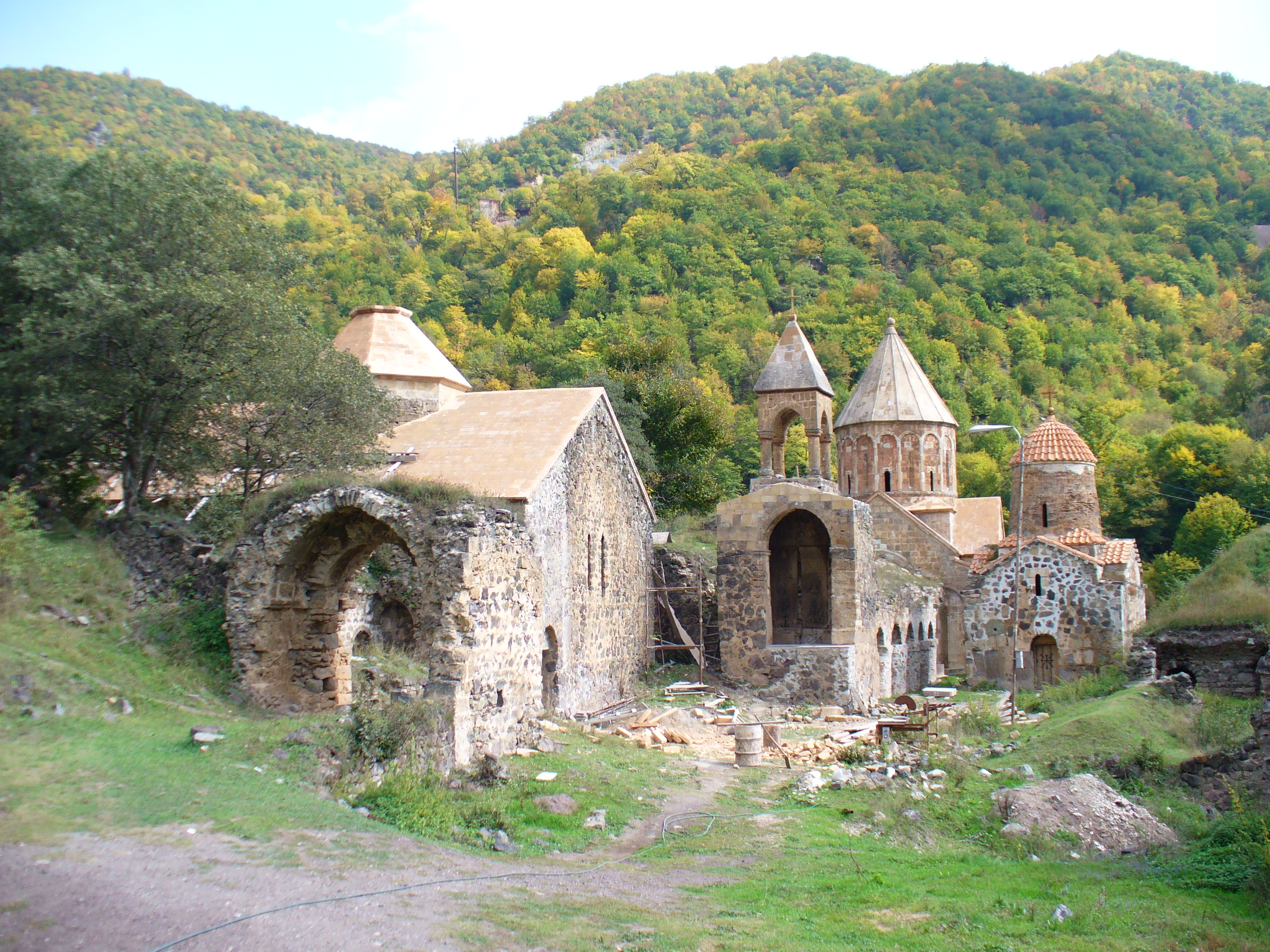
Монастир Дадіванк

Найвідомішим монастирем Шаумянівського району є монастир Дадіванк. Вірменський монастир IX—XIII століть, в півкілометрі на північ від річки Трту. Архітектурний комплекс розташований на схилі пагорбу, з усіх сторін оточений лісами.
- Фортеця Бердкунк;
- Фортеця Левонаберд;
- Фортеця Андаберд;
- Монастир Месропаванк;
- Цара Сурб Аствацацин монастир;
- Джермаджур — курорт, термальне джерело;

#### Шушинський район

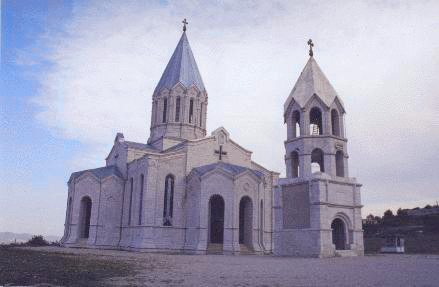
Собор Святого Христа Всеспасителя

Основні пам'ятки розташовані в райцентрі — Шуші, який протягом XVIII—XIX століть був головним містом Арцаху. Зокрема в Шуші розташовані:
- Собор Святого Христа Всеспасителя;
- Православна церква;
- Перські мечеті;
- Шушинська фортеця;
- Краєзнавчий музей;
- Меморіал Героям німецько-радянської війни;
- Меморіал Героям Арцаської війни;
- Монумент танку, що першим вступив у Шуші під час його визволення;